# Masakry w Warszawie 1861

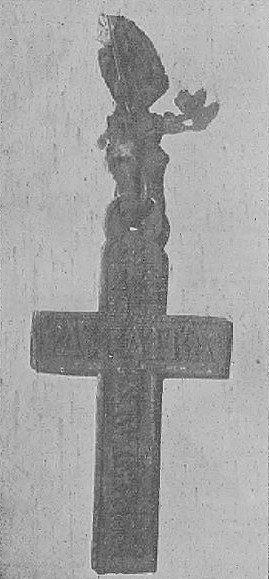
Krzyżyk powstania styczniowego z napisami „25-27 luty. Pamiątka 8 kwietnia 1861” i „Warszawa”, należący do Tomasza Kazeckiego

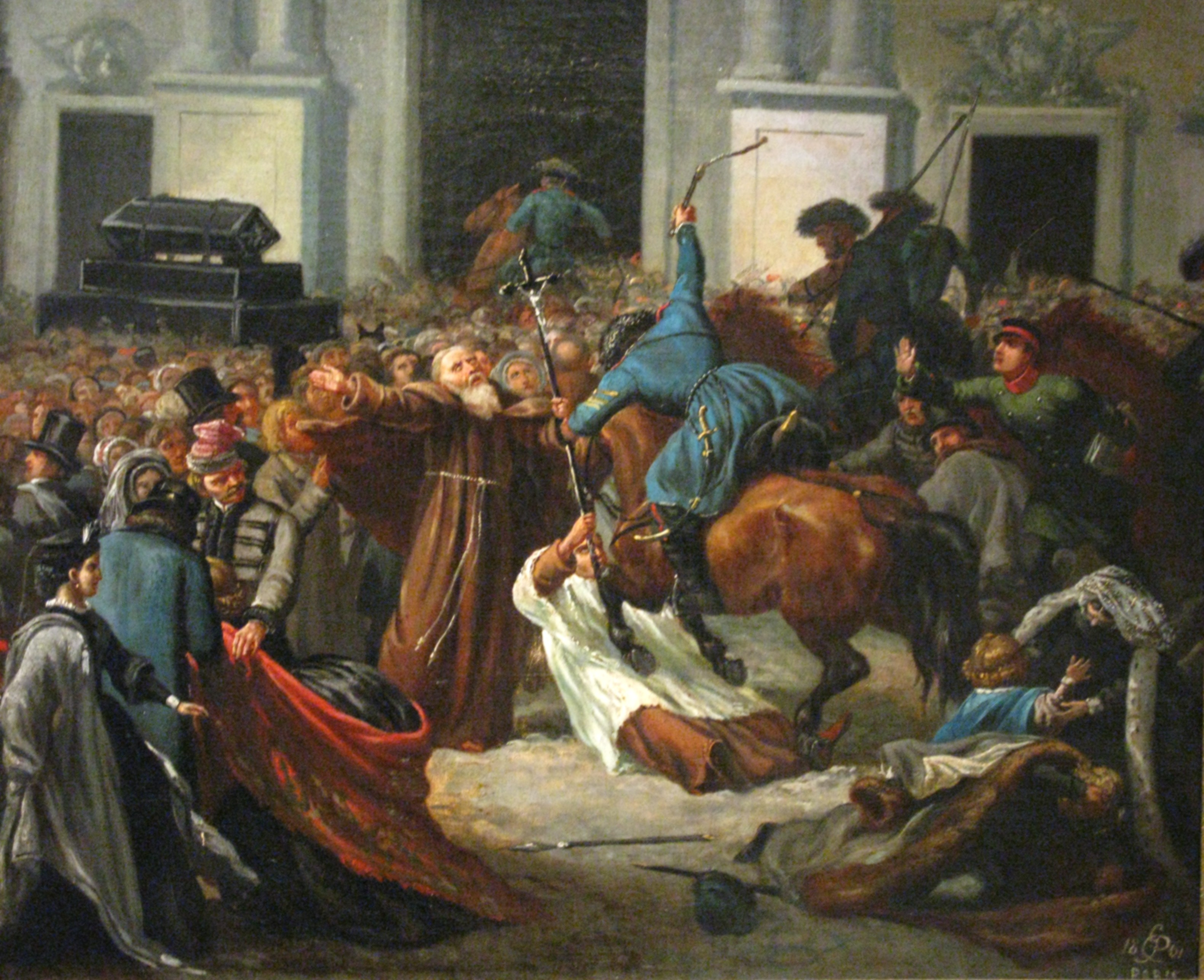
Kozacy atakują nahajkami uczestników demonstracji 27 lutego 1861 roku przed kościołem św. Anny w Warszawie

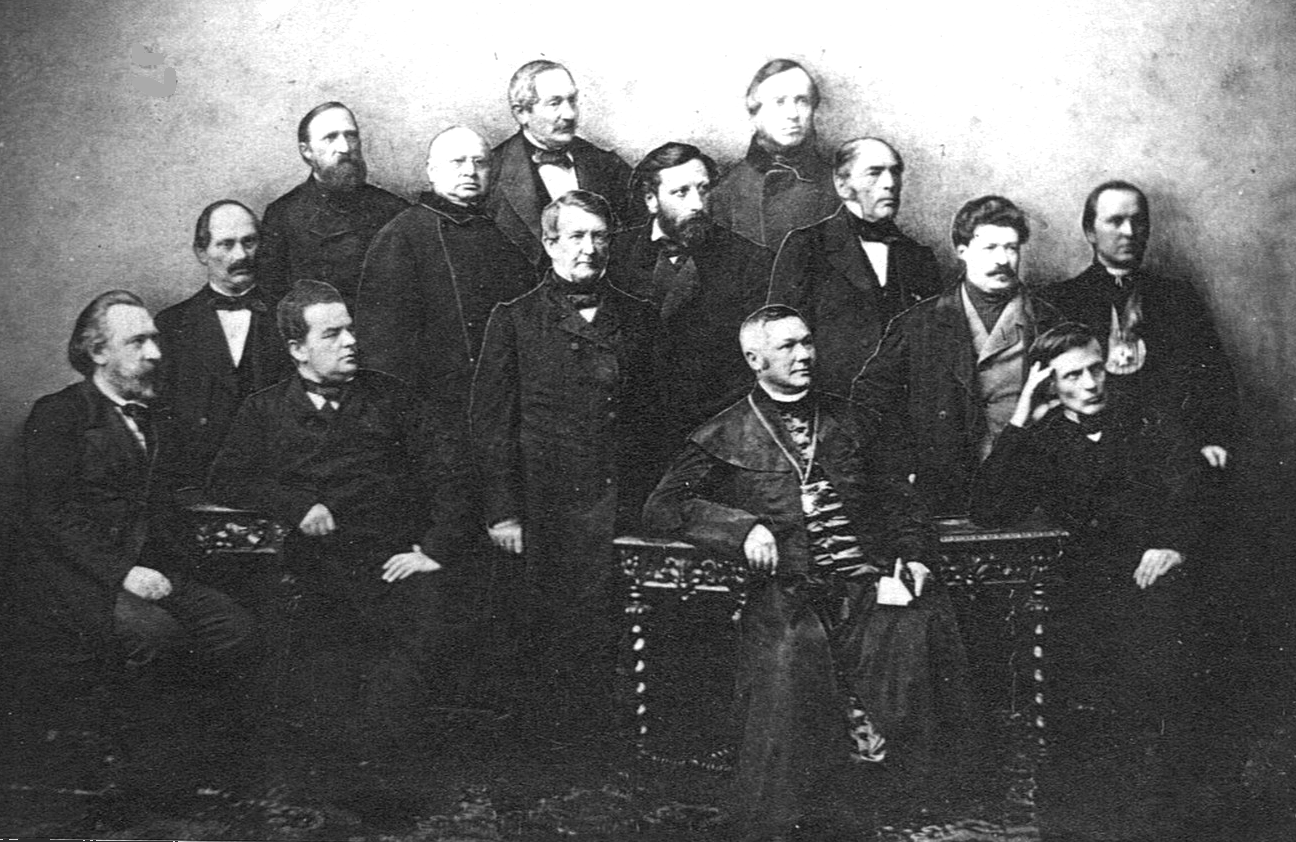
Delegacja Miejska, która udała się z poselstwem do namiestnika rosyjskiego namiestnika Michaiła Gorczakowa

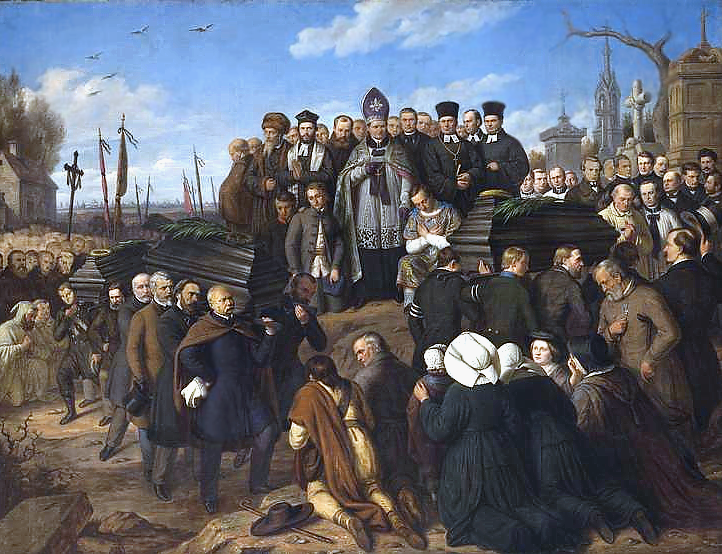
Pogrzeb pięciu poległych, 2 marca 1861, obraz Aleksandra Lessera

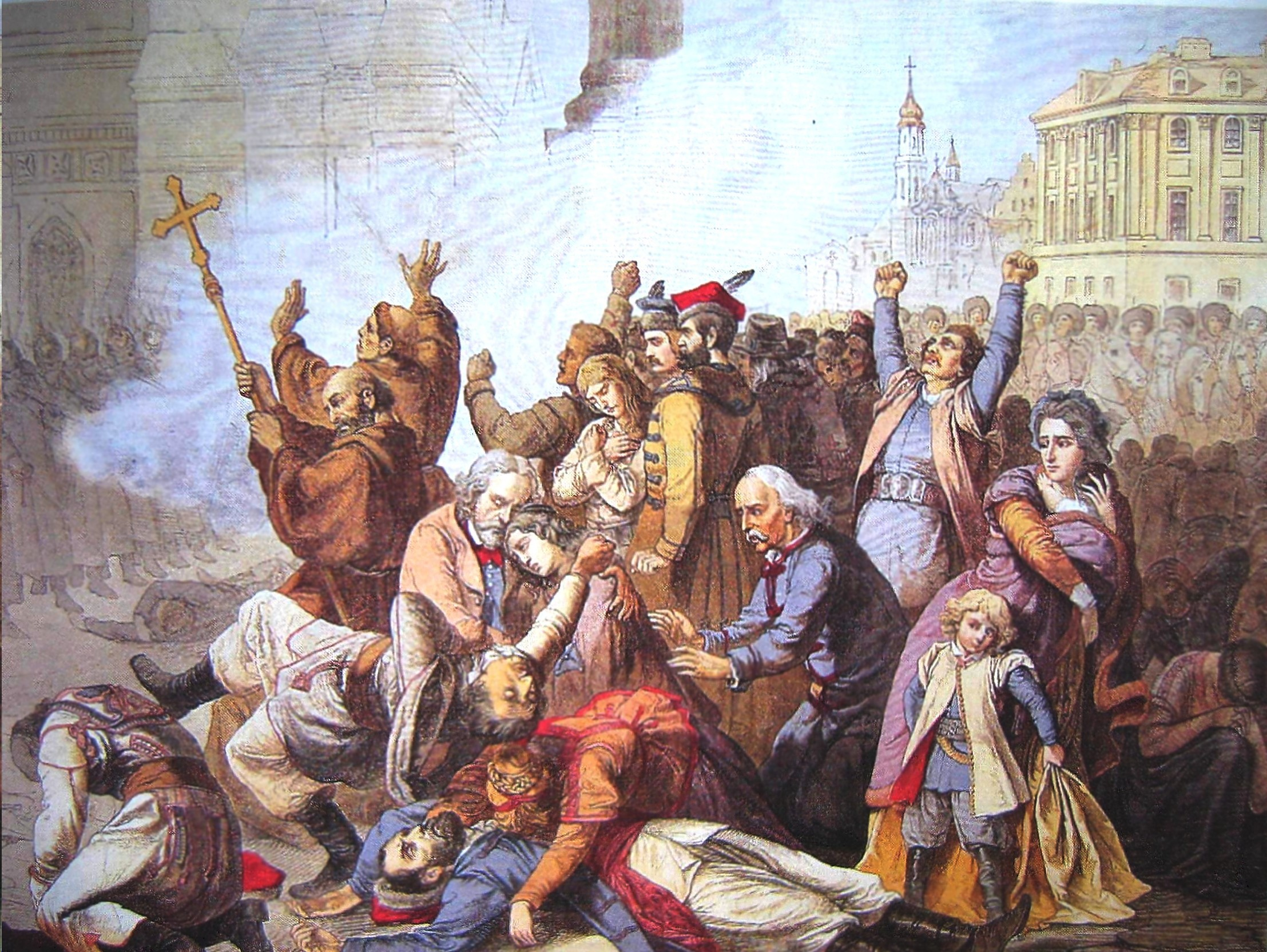
Rosyjskie wojsko otwiera ogień do bezbronnych manifestantów na placu Zamkowym, 8 kwietnia 1861 roku

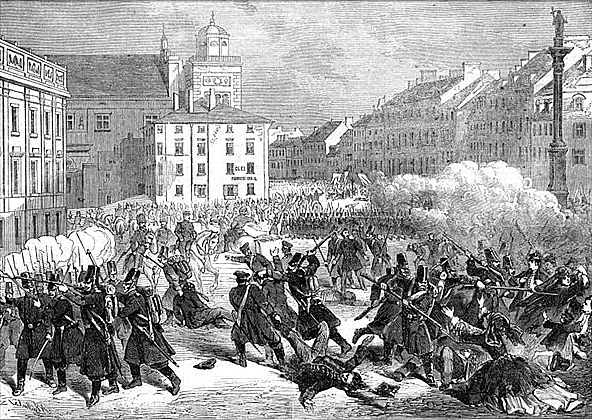
Rosyjska piechota atakuje demonstrantów na Placu Zamkowym, 8 kwietnia 1861 roku

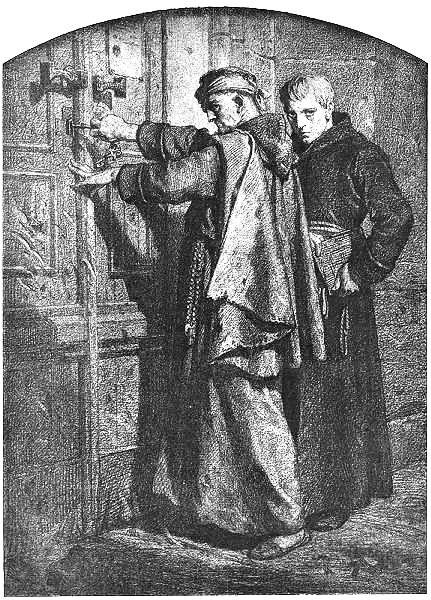
Zamknięcie kościołów, grafika Artura Grottgera z cyklu Warszawa I 1861

Masakry w Warszawie w 1861 roku – masakry dokonane przez armię Imperium Rosyjskiego na uczestnikach szeregu demonstracji patriotycznych warszawskiej ludności w 1861 roku.

## Przebieg manifestacji 27 lutego 1861 roku
Demonstracja została zorganizowana przez studentów Szkoły Sztuk Pięknych i Akademii Medyko-Chirurgicznej i odbyła się dnia 27 lutego 1861 roku. Przebiegała pod hasłami przeprowadzenia reform społecznych oraz zagwarantowania praw obywatelskich. Demonstranci domagali się uwolnienia aresztowanych podczas wcześniejszej demonstracji, jaka odbyła się 25 lutego 1861 roku (rocznica bitwy o Olszynkę Grochowską). Na Starym Mieście manifestacja przerodziła się w procesję religijną. Na Krakowskim Przedmieściu do uczestników manifestacji ogień otworzyło wojsko rosyjskie. Od kul żołnierzy zginęło pięciu uczestników protestu: czeladnik krawiecki Filip Adamkiewicz, uczeń gimnazjum Michał Arcichiewicz, robotnik Karol Brendel oraz dwaj ziemianie z Towarzystwa Rolniczego – Marceli Paweł Karczewski i Zdzisław Rutkowski.
Ciała zamordowanych przeniesiono do Hotelu Europejskiego, gdzie odbywał się wówczas zjazd Towarzystwa Rolniczego; jego uczestnicy pełnili przy zwłokach wartę, obawiając się, że ciała wykradnie rosyjska policja. Podczas zamieszek policja oraz wojsko rosyjskie wtargnęło na tereny kościołów, w których chronili się demonstranci. Na znak protestu wkrótce je zamknięto, a na znak solidarności z katolikami rabin Izaak Kramsztyk nakazał również zamknąć wszystkie warszawskie synagogi.

Stanęliśmy wreszcie oko w oko przed Kubańcami. (...) Na ten widok odzywa się na prawem skrzydle komenda: „w nagajki”! i rozpoczyna się młocka. Podnosimy do góry kołnierze swych płaszczów, odzyskanych na Starem Mieście, okrywamy niemi głowy i twarze i cofamy się w kierunku studni (...) Po upływie kilku minut przedzieramy się w pojedynkę na Krakowskie Przedmieście i będąc o kilkadziesiąt kroków za szeregiem Kubańców, zaczyniony znowu śpiewać. Kozunie nawracają konie i galopem zabiegają nam drogę, zamykając ulicę tuż za kościołem Bernardyńskim. (...) Po pewnym czasie rozlega się w kościele żałobne miserere i wysuwają się na ulicę Kapucyni, idący na czele konduktu. Kubańcy przypuszczają do nich szarżę i po krótkim świście nahajek oczyszczają na chwilę plac z „nieprzyjaciół”. Wkrótce słychać powtórne miserere i znowu ukazują się bure habity. Kozacy ponawiają szturm nahajki świszczą, ale mnisi nie ustępują i idą z krzyżem na czele.
Wtem jedno ramię krzyża opada na dół, a równocześnie rozlega się przeraźliwy krzyk z tysiąca piersi, które nagie jakby z pod ziemi wyrosły. – Zbóje krzyż porąbali! Ze wszech stron posypuje się na kozaków grad pocisków z lodu i kamieni. Mnisi raz jeszcze cofają się do kościoła – a ordynans dowódcy galopuje z raportem do zamku. Niebawem zjawia się piechota i zamyka plac przed kościołem. Tym razem wyrusza pogrzeb w asystencyi jednego księdza i kilkunastu osób orszaku.
Piechota staje na czele konduktu, a Kubańcy zamykają go. Na ulicy rozlegają się głosy: „zbóje zamordowali na Starem Mieście w poniedziałek człowieka i nie pozwalają iść za jego pogrzebem – chodźmy!” I za plecami Kubańców sunie znowu masa ludu: zgromadzili się już uciekinierzy.Otoczony wojskiem kondukt, znajduje się już opodal figury Matki Boskiej – naprzeciw domu Malcza, gdy w powietrzu rozlega się nagle echo salwy, brzęk szyb i przeraźliwy krzyk rannych i publiczności. – Szymon Katyll uczestnik zajść z 27 lutego 1861.

### Delegacja Miejska i pogrzeb pięciu poległych
Masakra była szokiem dla warszawiaków i wywołała w mieście ogromne poruszenie. Mieszkańcy wyłonili delegację obywatelską, która udała się z poselstwem do namiestnika ks. Michaiła Gorczakowa. W jej skład weszło 14 przedstawicieli wszystkich stanów:
- księża kanonicy Józef Wyszyński i Józef Stecki,
- rabin Dow Ber Meisels
- obywatele Jakub i Teofil Piotrowscy,
- sławni pisarze Józef Ignacy Kraszewski i Józef Kenig,
- generał Jakub Walenty Lewiński,
- bankierzy Leopold Stanisław Kronenberg i Mathias Rosen,
- lekarz Tytus Chałubiński,
- kupiec Ksawery Szlenkier,
- fotograf Karol Beyer,
- mecenas August Trzetrzewiński,
- szewc Stanisław Hiszpański

W wyniku pertraktacji władze rosyjskie, w obawie przed eskalacją konfliktu, zgodziły się na przyjęcie następujących żądań zaproponowanych przez delegację obywatelską:
1. Pozwolić uroczyście pochować zwłoki ofiar.
2. Wojsko i policję z miasta usunąć.
3. Zatwierdzić wybraną delegację, która miała mieć pieczę nad porządkiem w mieście.
4. Uwolnić z więzienia wszystkich aresztowanych.
5. Usunąć ze stanowiska oberpolicmajstra Trepowa, a na jego miejsce mianować margrabiego Pauluzziego.

Masakra odbiła się szerokim echem w ówczesnym świecie i była jednym z wydarzeń, które przyczyniło się do wybuchu powstania styczniowego w 1863 roku.

## Masakra 8 kwietnia 1861 roku
8 kwietnia na Placu Zamkowym Rosjanie ostrzelali bezbronny tłum w czasie manifestacji patriotycznej. Dokładna liczba ofiar jest nieznana i była utrzymana przez władze rosyjskie w tajemnicy, aby nie wywoływać paniki. Niekiedy podaje się liczbę kilkuset ofiar śmiertelnych i kilku tysięcy rannych. 

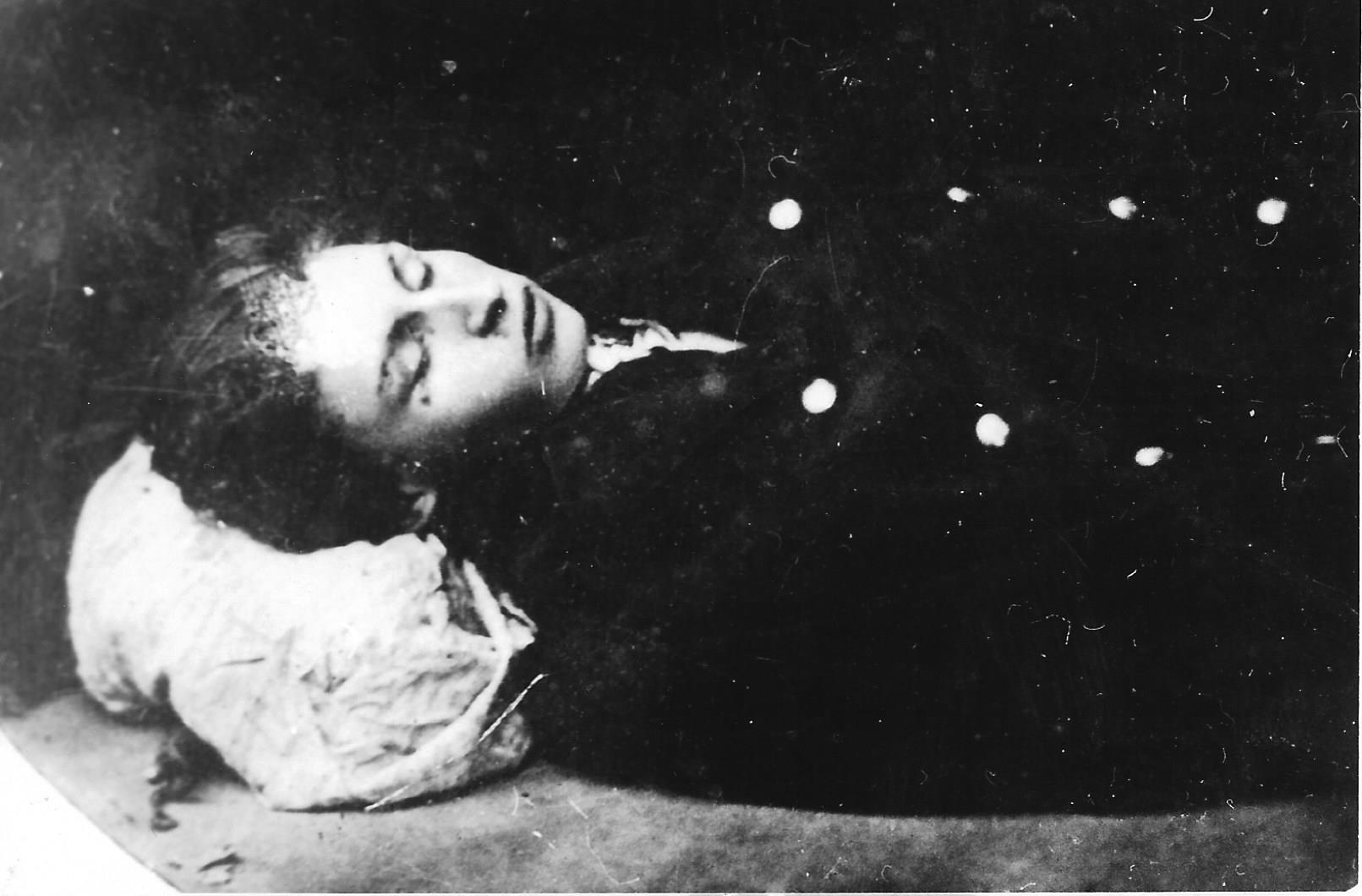
17-letni polski uczeń narodowości żydowskiej Michał Landy. Landy znajdował się w czołówce procesji i został trafiony kulą w chwili, kiedy niósł krzyż podjęty przez niego z rąk zranionego innego uczestnika demonstracji – zakonnika (zdjęcie pośmiertne, 9 kwietnia 1861)

Gorczakow podał w obwieszczeniu liczbę rannych żołnierzy 10, zabitych 2, ze strony ofiar 70 wziętych do niewoli, 108 rannych i 10 poległych i taką liczbę następnego dnia w nocy kazał pochować księdzu Kaczanowskiemu, naczelnemu kapelanowi armii, w rowach cytadeli przy bastionie bramy Michajłowskiej. Miastu za ich pogrzebanie kazał zapłacić 1500 rubli („byłby to bardzo drogi pogrzeb, gdyby tylko 10 ciał poległych rzucono w doły, liczba ich była o wiele większą”). Jedni podają 300, inni 500 zabitych, ta ostatnia nie bardzo odbiega od prawdy. Rosjanie użyli 5 rot piechoty, 2 szwadrony jazdy w sile około 1300 ludzi.
Urzędowe świadectwa rosyjskie podają liczbę 484 wystrzelonych nabojów, zapewne zaniżoną, biorąc pod uwagę, że w pacyfikacji brało udział ponad 1000 żołnierzy piechoty rosyjskiej.

## Stan wojenny w Królestwie Polskim i pacyfikacja w katedrze
W celu spacyfikowania Królestwa Polskiego nowy rosyjski namiestnik gen. hr. Karol Lambert 14 października 1861 wprowadził stan wojenny.
15 października, mimo zakazów warszawiacy wzięli udział w obchodach rocznicy śmierci Tadeusza Kościuszki, co skończyło się rozbiciem manifestacji przez wojsko rosyjskie i porywaniem ludzi z kościołów.
Wojska rosyjskie dowodzone przez wojskowego generał-gubernatora warszawskiego Aleksandra Daniłowicza Gerstenzweiga dokonały pacyfikacji ludności cywilnej zebranej w katedrze św. Jana w Warszawie.
Dla lewicy masakry były punktem wyjścia do stworzenia tajnej organizacji Czerwoni i późniejszego powstania.

## Masakry warszawskie w kulturze
Wydarzenia, jakie miały miejsce w Warszawie w 1861 roku, stały się częstym motywem malarskim oraz inspiracją dla wielu twórców:
- Obraz przedstawiający masakrę warszawską namalował Tony Robert-Fleury,
- Dwa cykle swoich rysunków pt. „Warszawa” oraz „Warszawa II” poświęcił wydarzeniom z 1861 roku polski malarz Artur Grottger,

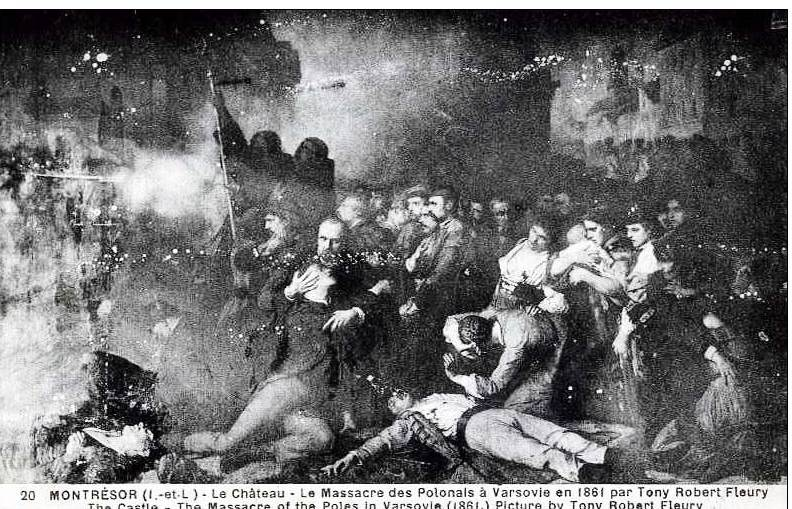
Masakra w Warszawie 8 kwietnia 1861 roku, obraz Tony Robert-Fleury
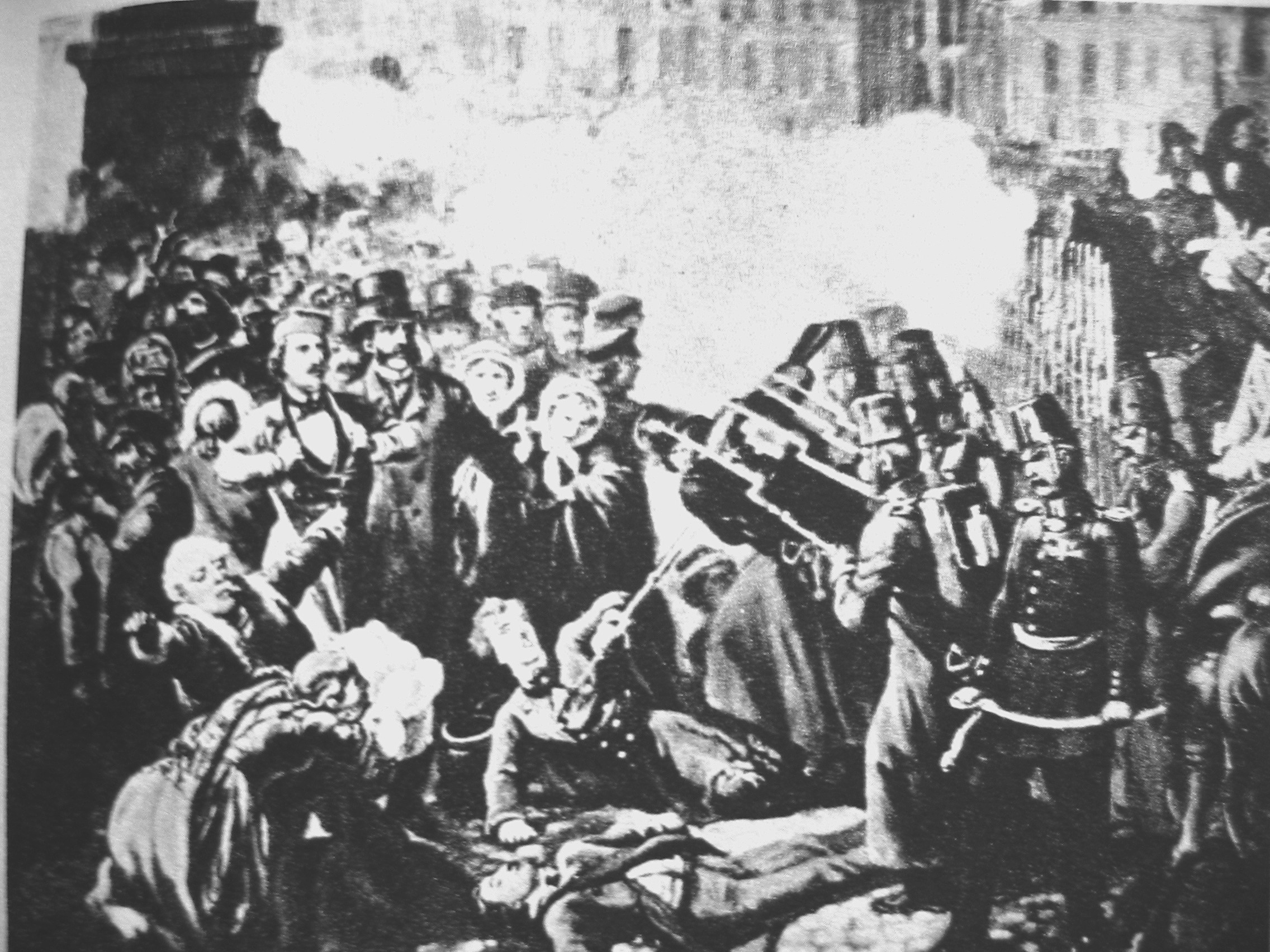
Starcie wojska z demonstrantami pod Kolumną Zygmunta, 8 kwietnia 1861 roku – nieznanego artysty
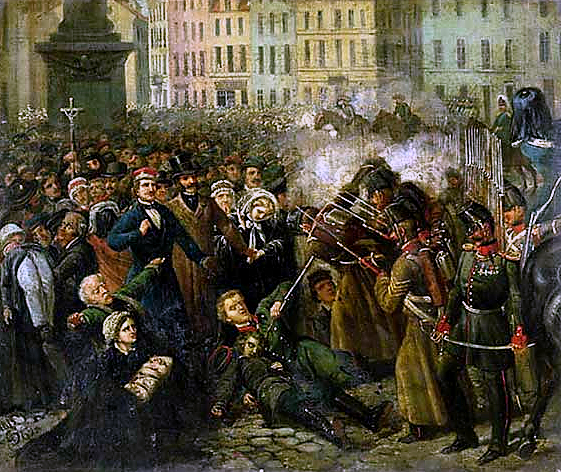
Michał Landy pada od kul wojska rosyjskiego na Placu Zamkowym w Warszawie w czasie masakry 8 kwietnia 1861 roku